# Ashmolean Museum
Ashmolean Museum of Art and Archaeology på Beaumont Street, Oxford, England, er verdens første universitetsmuseum og Storbritanniens første offentlige museum. Den oprindelige bygning blev opført i 1678–1683 for at huse Elias Ashmoles raritetskabinet, som han gav til University of Oxford i 1677.
Den nuværende bygning blev opført 1841–1845. Museet genåbnede i 2009 efter en større ombygning. I november 2011 blev nye gallerier med genstande fra Egypten og Nubien åbnet. I 2015 åbnede museet nye gallerier med kunst fra 1800-tallet.
Fund fra oldtidsbyen Kish, Sumeriske kongeliste, Papyrus Oxyrhynchos 3522, Papyrus Oxyrhynchos 5101, Alfredsmykket og Abingdonsværdet. Museet havde de sidste rester af den uddøde fugl dronten.
Blandt museets kunstværker er tegninger af Michelangelo, Raphael og Leonardo da Vinci samt malerier af Pablo Picasso, Giambattista Pittoni, Paolo Uccello, Anthony van Dyck, Peter Paul Rubens, Paul Cézanne, John Constable, Titian, Claude Lorrain, Samuel Palmer, John Singer Sargent, Piero di Cosimo, William Holman Hunt og Edward Burne-Jones.
Med omkring 900.000 gæster årligt er det blandt de mest besøgte i Storbritannien.

## Genstande
Blandt de vigtigste og mest berømte genstande på museet er::
- Tegninger af Michelangelo, Raphael og Leonardo da Vinci
- Malerier af Pablo Picasso, Giambattista Pittoni, Paolo Uccello, Anthony van Dyck, Peter Paul Rubens, Paul Cézanne, John Constable, Titian, Claude Lorrain, Samuel Palmer, John Singer Sargent, Piero di Cosimo, William Holman Hunt og Edward Burne-Jones
- Alfredsmykket
- Vandfarver og malerier af J. M. W. Turner
- Messiah Stradivarius, en violin fremstillet af Antonio Stradivari[4]
- Daisy Linda Ward testamenterede 96 af sine stilleben-malerier til museet i 1939, hvilket inkluderede værker af Clara Peeters, Adriaen Coorte og Rachel Ruysch
- Pissarro-slægtens familiearkiv, doneret i 1950'erne til Ashmolean, består af malerier, print, tegninger, bøger og breve af Camille Pissarro, Lucien Pissarro, Orovida Camille Pissarro og andre medlemmer af Pissarro-slægten[5]
- T.E. Lawrences (kendt som Lawrence of Arabia) cerimonielle arabiske klæder
- Oliver Cromwells dødsmaske
- Crondall-skatten, en sjælden samling angelsaksiske guldmønter fundet i 1828
- En betydeligt antal af Oxyrhynchus Papyri, inklusive tekster fra det gamle og nye testamente
- Over 30 stykker senromersk guldglas-skiver fra Katakomberne i Rom, der er den tredjestørste samling efter dem på Vatikanmuseet og British Museum.[6]
- En samling Posie ringe fra 1600-og 1700-tallet.
- En samling antikviteter fra præhistorisk Egypten og det efterfølgende tidlig dynastisk tid i Egypten
- Paroskrøniken, den tidligst bevarede eksempel på en kronologisk tavle/krønike fra Grækenland
- Det Metrologiske Relief, der viser oldgræske mål.
- Høvding Powhatan ceremonielle kappe
- Lanternen som Krudtsammensværgelsen leder, Guy Fawkes, bar i 1605
- Arthur Evans' minoiske samling, der er den største udenfor Kreta
- Narmer-køllehovedet og Skorpion-køllehovedet fra Egypten
- Kish-tavlen
- Den sumeriske kongeliste[7]
- Abingdon-sværdet, et angelsaksisk sværd fundet ved Abingdon syd for Oxford
- Dalboki-skatten med thrakiske genstande fra det centrale Bulgarien
- Skytiske antikviteter fra nymfeum på Krim